# Fabre Geffrard
Fabre-Nicholas Geffrard (ur. 23 września 1803 w Anse-à-Veau, Haiti, zm. 31 grudnia 1878 w Kingston, Jamajka) – haitański polityk, generał, wódz powstańców przeciwko władzy Faustina Soulouque’a. Po jego obaleniu pełnił urząd prezydenta od 16 stycznia 1859 do 13 marca 1867. Podał się do dymisji. Rządził jak dyktator.
Był synem wojskowego Nicolasa Geffrarda.